# توماس ديلينينكيتيس
توماس ديلينينكيتيس (بالليتوانية: Tomas Delininkaitis)‏ مواليد 11 يونيو 1982 في كلايبيدا، الجمهورية الليتوانية السوفيتية الاشتراكية، هو لاعب كرة سلة ليتواني. بدأ مسيرته الاحترافية في سنة 2001. يحمل الرقم 9. يبلغ طوله 6 قدم 2.75 بوصة (1.9 م). حقق المركز الثاني في بطولة أمم أوروبا لكرة السلة 2013.

## المسيرة الاحترافية
لعب مع ليتوفوس رايتس من سنة 2002 إلى 2007، ثم لعب مع سي بي مورسيا في الدوري الإسباني في موسم 2009–2010، ثم لعب مع زالغيريس لكرة السلة من سنة 2010 إلى 2012، ثم لعب مع في إي إف ريغا في سنة 2013، ثم لعب مع توركو كونياسبور في الدوري التركي في موسم 2013–2014.

## سجل المنافسة
شارك في المنافسات التالية:
- بطولة أمم أوروبا لكرة السلة 2013

## الميداليات
| الميدالية | المسابقة                         |
| --------- | -------------------------------- |
| برونزية   | بطولة كأس العالم لكرة السلة 2010 |
| فضية      | بطولة أمم أوروبا لكرة السلة 2013 |

## إحصائيات المسيرة

### الدوري الأوروبي
| السنة   | الفريق              | لعب | بدأ | دقيقة | ميداني% | ثلاثية | حرة  | ارتداد | صنع | استلاب | تصدي | نقطة | أداء |
| ------- | ------------------- | --- | --- | ----- | ------- | ------ | ---- | ------ | --- | ------ | ---- | ---- | ---- |
| 2005–06 | ليتوفوس رايتس       | 19  | 2   | 14.2  | .400    | .264   | .714 | 1.1    | 1.0 | .5     | .0   | 5.2  | 2.4  |
| 2010–11 | زالغيريس لكرة السلة | 16  | 5   | 19.3  | .344    | .388   | .851 | 1.9    | 2.0 | .5     | .0   | 8.8  | 8.1  |
| 2011–12 | زالغيريس لكرة السلة | 16  | 4   | 10.5  | .464    | .467   | .682 | .8     | .9  | .4     | .0   | 5.2  | 3.3  |

## روابط خارجية
- توماس ديلينينكيتيس على موقع الاتحاد الدولي لكرة السلة (الإنجليزية)
- توماس ديلينينكيتيس على موقع الدوري الأوروبي لكرة السلة (الإنجليزية)
- توماس ديلينينكيتيس على موقع الدوري الإسباني لكرة السلة (الإسبانية)
- توماس ديلينينكيتيس على موقع كرة السلة الأوروبية.كوم (الإنجليزية)
- توماس ديلينينكيتيس على موقع ريلجم (الإنجليزية)
- توماس ديلينينكيتيس على موقع بروبوليرز (الإنجليزية)
- توماس ديلينينكيتيس على موقع سبورتس رفرنس (الإنجليزية)